# شهد الكندري
شهد الكندري (9 مايو 2003 -)، ممثلة كويتية.

## مشوارها المهني
انطلاقتها في التمثيل كانت في سن التاسعة بعام 2012، من خلال مسلسل سيدة البيت. في عام 2016 شاركت الفنانة هدى حسين في مسلسل جود، عام 2018 شاركت في مسلسل مع حصة قلم وجسدت شخصية «أبيار» حفيدة حصة، وهي طالبة في المرحلة الثانوية تتميز بطابعها الهادئ، وتعيش قصة حب مع أحد الشباب، ومع تطور الأحداث يعترف لها بأنه مصاب بمرض خبيث».

## أعمالها

### في التلفزيون
| سنة الإنتاج | اسم المسلسل              | الشخصية          |
| ----------- | ------------------------ | ---------------- |
| 2012        | سيدة البيت               | داليا (وهي طفلة) |
| 2012        | كنة الشام وكناين الشامية |                  |
| 2012        | واي فاي - برنامج كوميدي  |                  |
| 2013        | البيت بيت أبونا          |                  |
| 2014        | صديقات العمر             | فاطمة            |
| 2016        | بين الكناين              | قمر              |
| 2016        | دكتوراة في الحب          | شجون             |
| 2016        | جود                      | فجر              |
| 2017        | كالوس                    | ريان             |
| 2017        | الحالمون                 |                  |
| 2018        | مع حصة قلم               | أبيار            |
| 2019        | وما أدراك ما أمي         | فوز              |
| 2024        | هود الليل                | دانة             |

### في المسرح
| سنة الإنتاج | المسرحية        | الشخصية |
| ----------- | --------------- | ------- |
| 2016        | مصنع الكاكاو 2  |         |
| 2017        | كلمة السر شرارة |         |
| 2018        | مموانا          |         |

## روابط خارجية
- شهد الكندري على موقع قاعدة بيانات الأفلام العربية